# Nyabiti
Nyabiti är ett periodiskt vattendrag i Burundi.   Det ligger i provinsen Bujumbura Rural, i den västra delen av landet, 11 km söder om huvudstaden Bujumbura.
Omgivningarna runt Nyabiti är en mosaik av jordbruksmark och naturlig växtlighet. Runt Nyabiti är det tätbefolkat, med 397 invånare per kvadratkilometer.